# Rigstelefonen
Rigstelefonen (indtil 1940'erne Statstelefonen) var en dansk telefontjeneste, der blev grundlagt i begyndelsen af 1900-tallet. Tjenesten blev benyttet til afvikling af telefonsamtaler mellem landsdelene, der havde hver deres telefonselskaber. Rigstelefonen benyttede et netværk af rigscentraler, der var placeret i de større byer, typisk sammen med det lokale postkontor. Større virksomheder og offentlige institutioner kunne være tilsluttet rigscentralerne som rigstelefonabonnenter, hvilket gav dem mulighed for hurtigere afvikling af langdistancesamtaler.
Behovet for tjeneste faldt, efterhånden som de lokale telefontjenester blev automatiseret. I den forbindelse blev rigscentralerne også afviklet, idet Post- og Telegrafvæsenet og telefonselskaberne etablerede fælles centraler. Den sidste rigscentral blev nedlagt i begyndelsen af 1980'erne. Rigstelefonen blev nedlagt i 1991, hvor telefonselskaberne og Post- og Telegrafvæsenets teletjenester blev slået sammen til Tele Danmark, det nuværende TDC.

## Refencer
1. ↑  Hansen, H.P. "Rigstelefonen". Den Store Danske (lex.dk online udgave). Hentet 2024-01-22.